# NBCUniversal
A NBCUniversal Media, LLC (abreviada NBCU; comercialmente conhecida como NBCUniversal ou Comcast NBCUniversal desde 2013) é um conglomerado de mídia multinacional estadunidense, sendo uma divisão da Comcast. Sua sede está localizada no 30 Rockefeller Plaza, em Midtown Manhattan, na cidade de Nova Iorque.
O nome da empresa reflete suas duas principais divisões: a National Broadcasting Company (NBC), uma das três maiores redes de televisão aberta dos Estados Unidos, e o estúdio de cinema Universal Studios. A NBCUniversal também opera a Telemundo, voltada para o público hispânico, o serviço de streaming Peacock e a Universal Destinations & Experiences, terceira maior operadora de parques temáticos do mundo.
A NBCUniversal foi formada em 11 de maio de 2004, iniciando suas operações em 8 de novembro do mesmo ano sob o nome NBC Universal. Sua criação resultou da fusão entre a NBC, então pertencente à General Electric (GE), e a Vivendi Universal Entertainment, subsidiária da Vivendi Universal. Pelo acordo, a GE adquiriu 80% da subsidiária, enquanto a Vivendi manteve 20% da nova empresa. Em 2011, a Comcast adquiriu 51% de participação na empresa, comprando parte das ações da GE, enquanto esta adquiriu a fatia da Vivendi. Em 2013, a Comcast adquiriu a participação remanescente da GE, tornando-se controladora integral da NBCUniversal.

## História

### Formação da NBC Universal
Em 2004, a Universal Studios e sua empresa-mãe, a Vivendi Universal Entertainment, que era uma divisão da corporação francesa Vivendi Universal (hoje conhecida como Vivendi), enfrentaram uma grave crise financeira devido a um crescimento excessivo em um curto período. Como resposta a essa situação, a Vivendi Universal optou por vender 80% de sua participação para a General Electric, a empresa-mãe da NBC. Essa venda e a subsequente fusão resultaram na criação da NBC Universal.
A nova empresa passou a ser majoritariamente controlada pela General Electric, detendo 80% de sua propriedade, enquanto a Vivendi manteve uma participação de 20%. Essa parceria abrangeu diversos interesses nos Estados Unidos, englobando a Universal Studios, a NBC Universal Television Studio, a NBC Universal Television Distribution, unidades de produção e distribuição, a Universal Studios Home Video, o Universal Studios Consumer Products Group, a Back Lot Music (anteriormente conhecida como NBC Records), além de cinco parques temáticos e diversos canais de televisão a cabo, incluindo a USA Network, o Sci-Fi Channel e o extinto Trio, juntamente com o Cloo (anteriormente conhecido como Sleuth). Importante notar que o Universal Music Group não foi incluído nesse acordo e não se tornou parte da NBC Universal.

Logotipo da NBC Universal

Em 2 de agosto de 2004, a NBC e a Universal Television uniram forças para criar a NBC Universal Television. Nessa fusão, a NBC Studios trouxe consigo algumas séries notáveis, como Las Vegas (em parceria com a DreamWorks SKG), Crossing Jordan e American Dreams. Por outro lado, a Universal Network Television trouxe para o novo conglomerado séries famosas como a franquia Law & Order e The District. Curiosamente, a Universal Network Television já tinha co-produzido American Dreams em colaboração com a NBC antes mesmo da fusão ocorrer. Além disso, a Universal Television tinha em seu catálogo programas de redifusão populares, incluindo Jerry Springer e Maury. Quanto ao entretenimento, o novo grupo também ficou responsável por produzir programas de destaque, como The Tonight Show with Jay Leno, Late Night with Jimmy Fallon, Last Call with Carson Daly e o icônico Saturday Night Live.
A formação da NBC Universal também resultou na criação da NBC Universal Cable, que passou a supervisionar a distribuição, marketing e venda de publicidade para treze canais, entre eles Bravo, Chiller, CNBC, MSNBC, Telemundo, USA Network e outros. A NBC Universal Cable também gerenciou os investimentos da empresa em redes como The Weather Channel e TiVo. Além disso, a divisão a cabo operou o NBC Weather Plus até 2008. Vale mencionar que a NBC Universal detinha uma participação de 50% na Canal+ e uma fatia de 15% na A+E Networks até 2012.
Em 2005, a NBC Universal tornou-se parte da HANA, a High-Definition Audio-Video Network Alliance, com o objetivo de estabelecer padrões de interoperabilidade em produtos eletrônicos de consumo. No mesmo ano, a NBC Universal fez um anúncio importante de parceria com a Apple Computer, permitindo que programas de todas as redes de TV da NBC Universal fossem disponibilizados na iTunes Store da Apple.
Em 14 de junho de 2007, o NBC Universal Television Studio passou a se chamar Universal Media Studios, explicando que a mudança de nome refletia sua missão de ser o principal fornecedor de conteúdo para televisão e plataformas digitais, abrangendo diversos horários de programação e gêneros criativos.

#### Expansão internacional e aquisições
Em agosto de 2007, a NBC Universal adquiriu a Sparrowhawk Media Group e a renomeou como NBC Universal Global Networks. Essa aquisição concedeu à NBC Universal o controle de todos os canais Hallmark fora dos Estados Unidos, bem como Diva TV, Movies 24 e KidsCo. No mesmo período, a empresa adquiriu a Oxygen em um acordo separado no valor de US$925 milhões, cuja conclusão ocorreu um mês depois. Em setembro de 2008, a NBC Universal, juntamente com o Blackstone Group e a Bain Capital, adquiriu The Weather Channel da Landmark Communications. Pouco depois, a NBC anunciou o encerramento de seu canal de previsão do tempo, o NBC Weather Plus, em 31 de dezembro de 2008.
Em julho de 2008, a Universal Cable Productions separou-se da Universal Media Studios e passou a integrar a divisão NBC Universal Cable Entertainment Group. Também nesse período, a NBC Universal fez sua primeira incursão no Reino Unido ao adquirir a produção de televisãoprodutora televisiva Carnival Films.
Em 12 de novembro de 2008, a NBC Universal adquiriu 80,1% da Geneon Entertainment, da Dentsu, no Japão e a fundiu com a Universal Pictures International Entertainment para criar uma nova empresa chamada Geneon Universal Entertainment Japan.

### Aquisição pela Comcast
Em 3 de dezembro de 2009, a Comcast anunciou um acordo para adquirir uma participação na NBC Universal da General Electric por US$6,5 bilhões após a conclusão de certos negócios e a aprovação regulatória. Sob os termos do acordo, a Comcast deteria 51% de controle sobre a NBC Universal, enquanto a GE manteria os 49% restantes. A negociação também incluía um compromisso da Comcast de contribuir com $7,5 bilhões em programação, abrangendo redes regionais de esportes e canais de TV por assinatura, como o Golf Channel, Versus, PBS Kids Sprout e E! Entertainment Television. Para financiar parte dessa aquisição, a GE usou $5,8 bilhões para comprar a participação minoritária de 20% da Vivendi na NBC Universal.
Em 18 de janeiro de 2011, as autoridades regulatórias dos EUA aprovaram a venda proposta sob certas condições, que exigiram que a Comcast cedesse o controle sobre a plataforma de streaming Hulu e assegurasse a disponibilidade do portifólio de canais da NBC Universal para operadoras de cabo concorrentes. Nesse mesmo período, a empresa apresentou um novo logotipo, substituindo a imagem combinada do "pavão" da NBC com o globo da Universal Pictures por uma marca nominativa. Além disso, a Comcast passou a estilizar o nome da empresa em CamelCase, como "NBCUniversal", refletindo a unificação de suas principais divisões. A Comcast e a GE formaram um empreendimento conjunto através da holding NBCUniversal, com a NBC Universal, tornando-se uma subsidiária integral da holding e adotando o nome NBCUniversal Media, em 29 de janeiro de 2011.
Em 12 de fevereiro de 2013, a Comcast expressou a intenção de concluir a compra dos 49% restantes da GE, consolidando o controle total da NBCUniversal, um objetivo alcançado com êxito em 19 de março de 2013.

#### Novas aquisições
Em 19 de julho de 2012, a NBCUniversal estabeleceu o NBCUniversal News Group, abrangendo as divisões NBC News, CNBC e MSNBC.
Em fevereiro de 2013, a NBCUniversal unificou suas divisões de TV por assinatura em uma única unidade e criou a NBCUniversal Hispanic Enterprises and Content, transferindo Telemundo e Mun2 para esta nova divisão.
Em 28 de abril de 2016, a NBCUniversal anunciou a intenção de adquirir a DreamWorks Animation por $3,8 bilhões, com a Universal Pictures assumindo a distribuição dos filmes da DreamWorks Animation após o encerramento do acordo de distribuição desta com a 20th Century Fox. A aquisição foi aprovada pelo Departamento de Justiça dos EUA em 21 de junho de 2016 e finalizada em 22 de agosto de 2016.
Em 15 de fevereiro de 2017, a Universal Studios adquiriu uma participação minoritária na Amblin Partners, fortalecendo a parceria entre as duas empresas.
Em 28 de fevereiro de 2017, a NBCUniversal comprou os 49% restantes do parque temático Universal Studios Japan que ainda não possuía.
Em 1 de maio de 2017, a NBCUniversal anunciou o relançamento do Sprout como Universal Kids em 9 de setembro de 2017, aproveitando a propriedade intelectual da DreamWorks para fortalecer a programação.
Em 10 de maio de 2017, a NBCUniversal adquiriu a plataforma online Craftsy, com sede em Denver, para a divisão NBCUniversal Cable Entertainment Group.
Em novembro de 2017, a Comcast, empresa-mãe da NBCUniversal, fez uma oferta para adquirir ativos da 21st Century Fox, incluindo estúdios de cinema e televisão, uma participação no Hulu, FX Networks, e Star India. No entanto, a Comcast desistiu da oferta em dezembro de 2017, permitindo que a Walt Disney Company adquirisse a maioria dos ativos da Fox.
Em abril de 2018, a Comcast lançou uma oferta para adquirir a Sky plc, uma empresa na qual a 21st Century Fox tinha uma participação significativa. A Comcast venceu um leilão e adquiriu a Sky, tornando-se a acionista majoritária.

#### Investimentos em streaming e reestruturação
Em janeiro de 2019, a NBCUniversal anunciou o lançamento do serviço de streaming Peacock, planejado para julho de 2020, como parte da estratégia de competir com outras plataformas do setor.
No início de 2020, a Comcast reforçou sua presença no mercado digital ao adquirir a Xumo, uma plataforma de streaming gratuito, enquanto a Fandango, empreendimento conjunto entre a NBCUniversal e a Warner Bros., adquiriu o serviço de streaming Vudu da Walmart.
Em 2023, a NBCUniversal passou por uma reestruturação administrativa após a saída de Jeff Shell do cargo de CEO, em decorrência de uma investigação por conduta imprópria. A empresa adotou, então, um modelo de gestão baseado em uma equipe de liderança corporativa, enquanto Michael J. Cavanagh manteve a supervisão geral da Comcast.
Em 20 de novembro de 2024, a Comcast anunciou que iria separar a maior parte de seus canais de televisão por assinatura e algumas propriedades digitais em uma nova empresa de capital aberto, a ser liderada por Mark Lazarus. Inicialmente chamada de forma provisória de SpinCo, a companhia foi oficialmente nomeada Versant em 6 de maio de 2025. A Versant reunirá canais como USA Network, CNBC, MSNBC, E!, Golf Channel, Oxygen e Syfy, além de propriedades digitais como a Fandango Media e a SportsEngine. O objetivo da cisão é separar essas propriedades de televisão linear e digitais dos negócios principais da NBCUniversal, que incluem cinema (Universal Studios), radiodifusão (NBC e Telemundo), streaming (Peacock) e parques temáticos (Universal Destinations & Experiences), permitindo que a nova empresa tenha maior autonomia para realizar investimentos e aquisições. A NBCUniversal, entretanto, decidiu manter o controle da Bravo, por sua importância na oferta de conteúdos ao Peacock, e preservou também as operações de TV a cabo da Telemundo.
Em paralelo, o canal Universal Kids foi encerrado em 6 de março de 2025.

## Divisões

### NBCUniversal Media Group
- NBCUniversal Syndication Studios
- International Media Distribution
- EMKA, Ltd.

NBC Entertainment
- National Broadcasting Company
  - NBC Studios

Entertainment Networks
- E! Studios
  - Wilshire Studios
- Syfy
- USA Network
- Bravo
- E!
- Oxygen
- Universal Kids

NBCUniversal Telemundo Enterprises
- Telemundo
  - Noticias Telemundo
- Universo
- Telemundo of Puerto Rico Studios
- Telemundo Studios
  - Telemundo Global Studios
  - Telemundo Streaming Studios
  - Underground Producciones
- Telemundo Internacional
- Telemundo Films

NBCUniversal Owned Television Stations
- NBC Owned Television Stations
  - Cozi TV
- Telemundo Station Group

NBC Sports Group
- Golf Channel
- MLB Network (5.44%)
- NBC Olympics
- NBC Sports
- NHL Network (15.6%)
- SportsEngine
- Telemundo Deportes
- NBC Sports Regional Networks
- NBC Sports Digital
- NBC Sports Ventures
- World Long Drivers Association
- American Century Championship
- Father/Son Challenge
- National Dog Show
- Beverly Hills Dog Show
- All-American Bowl

Direct-to-Consumer
- Fandango Media (75%, parceria com Warner Bros.)
  - Rotten Tomatoes Movieclips
  - Rotten Tomatoes
  - Fandango Latam
  - Movies.com
  - MovieTickets.com
  - Vudu
- Snap Inc.
- BuzzFeed
  - HuffPost
  - Complex Networks
    - First We Feast
- Vox Media
- Hulu (33% com The Walt Disney Company)
  - Hulu Documentary Films
- Hayu
- Integrated Media Group
- Peacock
  - Peacock Kids
- PictureBox Films

NBCUniversal International Networks
- Universal TV
- Syfy
- 13th Street
- Movies 24
- E!
- Studio Universal
- DreamWorks Channel
- Telemundo Africa

### NBCUniversal News Group
- CNBC
  - CNBC World
  - CNBC Africa
  - CNBC Asia
  - CNBC Europe
  - CNBC Arabiya
  - CNBC TV18 (com Network 18)
  - CNBC Awaaz (com Network 18)
  - Nikkei CNBC (com The Nikkei e TV Tokyo)
  - Class CNBC (com Class Editori e Mediaset)
- NBC News
  - MSNBC
  - NBCNews.com
  - NBCUniversal Archives
  - NBC News Studios
    - MSNBC Films

  - NBC News Channel.
  - NBC News Digital Group
  - NBC News International
  - NBC News Now

### Universal Studio Group
- Universal Television
  - Universal Television Alternative Studio
  - SNL Studios (com Lorne Michaels)
  - Paramount Pictures (acervo do período 1929-1949)
  - Wolf Entertainment
- Universal Content Productions
  - UCP Audio (2020)
- Universal International Studios
  - Heyday Television (em associação com Heyday Films)
  - Lark Productions
  - Lucky Giant
  - Monkey Kingdom
  - Matchbox Pictures
- NBCUniversal Formats
- NBCUniversal Global Distribution

### Universal Destinations & Experiences
- Universal Orlando Resort
- Universal Studios Hollywood
- Universal Studios Japan
- Universal CityWalk
- Universal Studios Singapore
- Universal Creative
- Universal Beijing Resort

### NBCUniversal Studio Group
- Universal Pictures
- Illumination
  - Illumination Labs
  - Illumination Studios Paris
  - Moonlight
- DreamWorks Animation
  - DreamWorks Animation Television
  - DreamWorks Classics
    - Harvey Entertainment

  - DreamWorks Theatricals
  - DreamWorks New Media
  - DreamWorks Press
- Focus Features
- Amblin Partners (com The Amblin Group, Reliance Entertainment, Entertainment One e Alibaba Pictures)
  - DreamWorks Pictures
  - Amblin Entertainment
  - Amblin Television
- Blumhouse Productions (com Jason Blum)
- Working Title Films
  - WT2 Productions
  - Working Title Television
- Carnival Films
- Universal Animation Studios
- Universal Pictures International
  - Universal International Distribution
- Universal Home Entertainment
  - Universal Home Entertainment Productions
  - Universal 1440 Entertainment
  - Universal Sony Pictures Home Entertainment Australia (com Sony Pictures Home Entertainment)
  - Universal Playback
  - Studio Distribution Services (com Warner Bros. Home Entertainment)
- United International Pictures (50% com Paramount Pictures)
- Universal Pictures International Entertainment
  - NBCUniversal Entertainment Japan
- Back Lot Music
- OTL Releasing
- Universal Brand Development